# Historische Mühle von Sanssouci

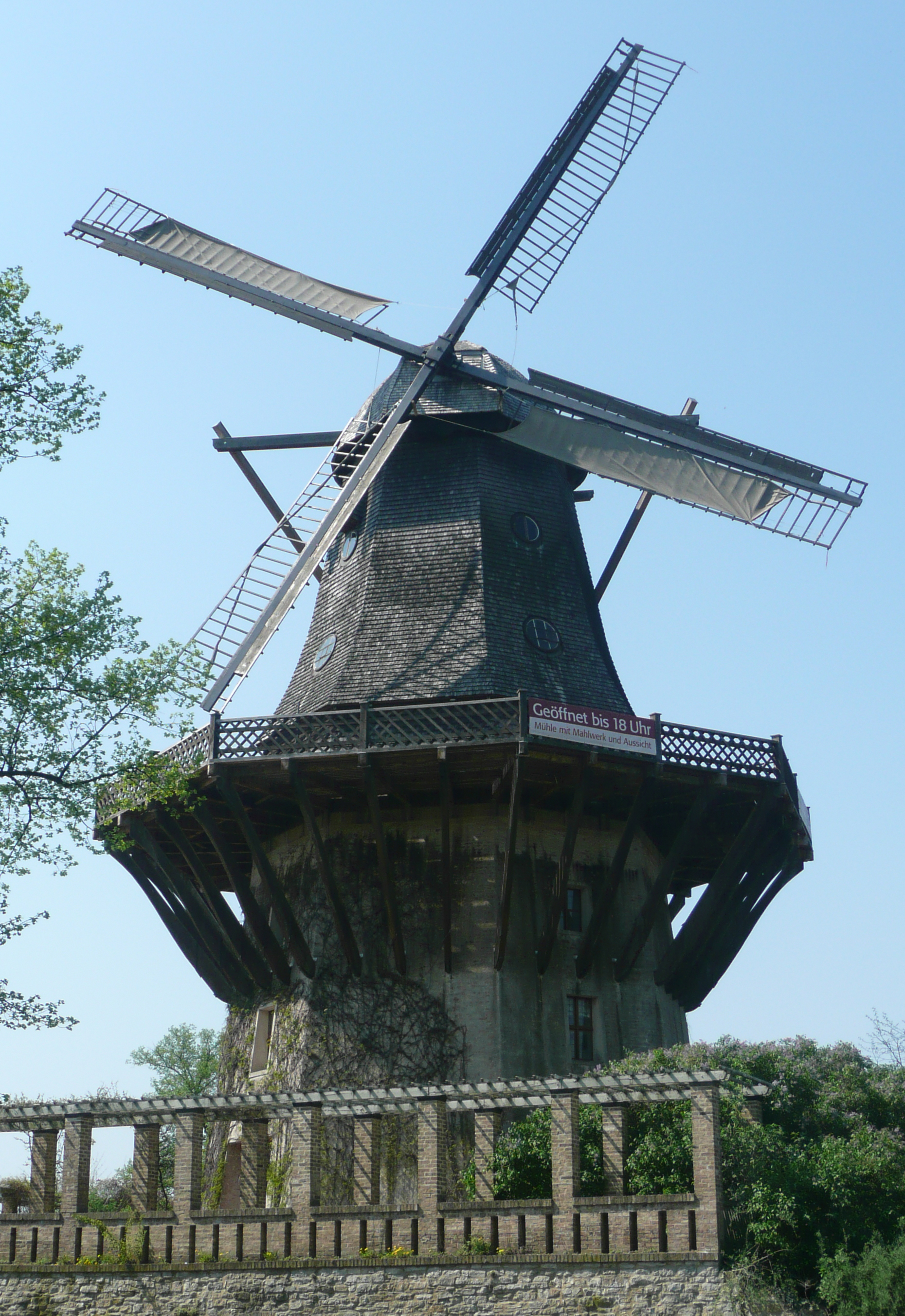
Historische Mühle von Sanssouci

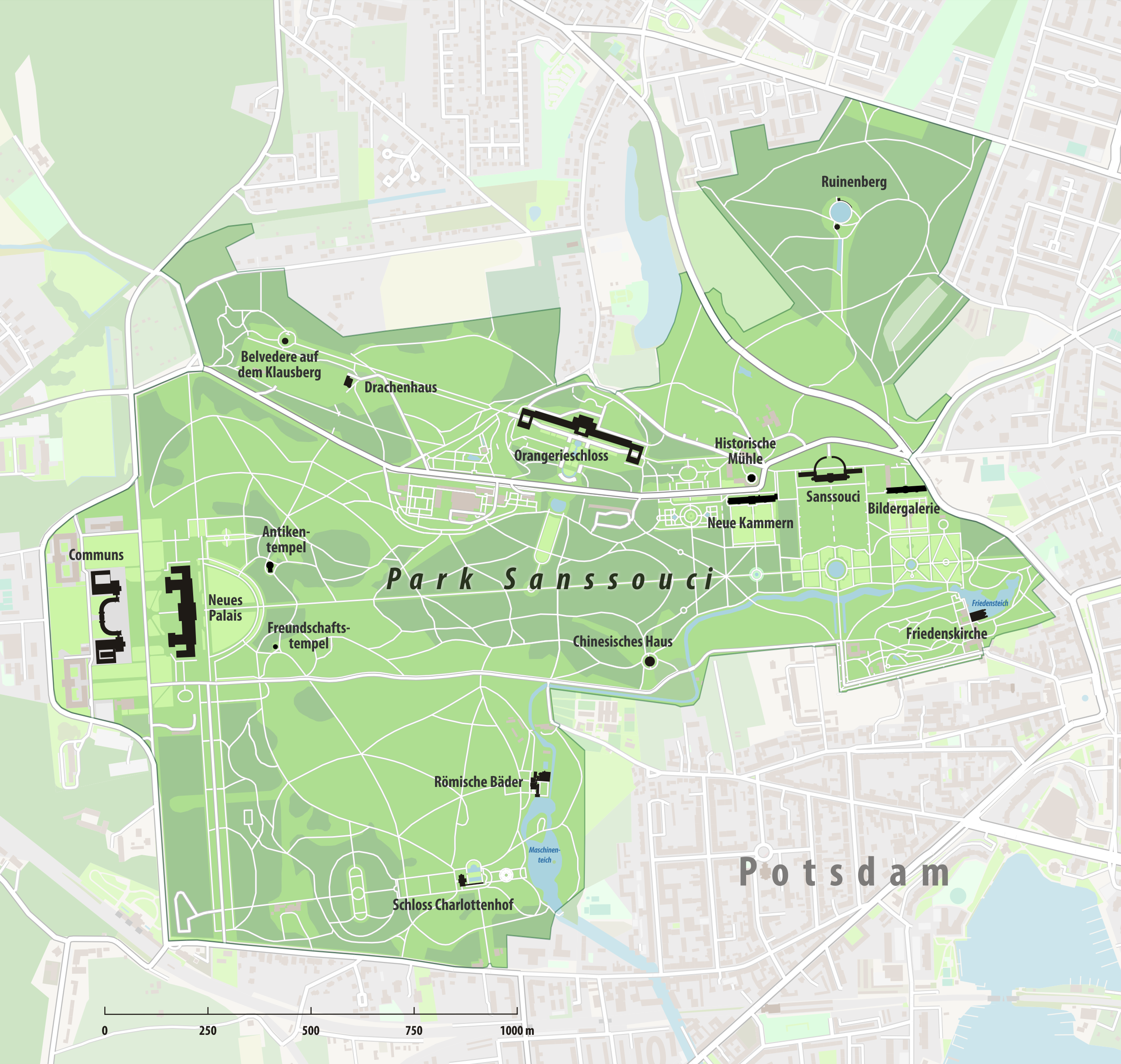
Die Historische Mühle liegt westlich von Schloss Sanssouci im gleichnamigen Park.

Die Historische Mühle von Sanssouci ist die Rekonstruktion einer 1787 bis 1791 unter Friedrich Wilhelm II. erbauten Holländerwindmühle vom Typ Galerieholländer. Sie steht wenige Meter westlich des Potsdamer Schlosses Sanssouci und ist durch einen Vorgängerbau bekannt geworden, um den sich die Legende des Müllers von Sanssouci rankt; darauf bezieht sich die Beifügung „historisch“. Aufgrund dieser Erzählung wird sie vor allem mit dem preußischen König Friedrich II. in Verbindung gebracht.
Ende des Zweiten Weltkriegs brannte der hölzerne Mühlenaufbau bei Kampfhandlungen ab. Nach Instandsetzungsarbeiten am steinernen Sockel in den 1980er Jahren wurde sie zwischen 1991 und 1993 wieder aufgebaut. Das von der Stiftung Preußische Schlösser und Gärten Berlin-Brandenburg (SPSG) verwaltete und unter Denkmalschutz stehende Mühlengebäude wird seit 1995 von der Mühlenvereinigung Berlin-Brandenburg e. V.  museal betrieben.

## Geschichte

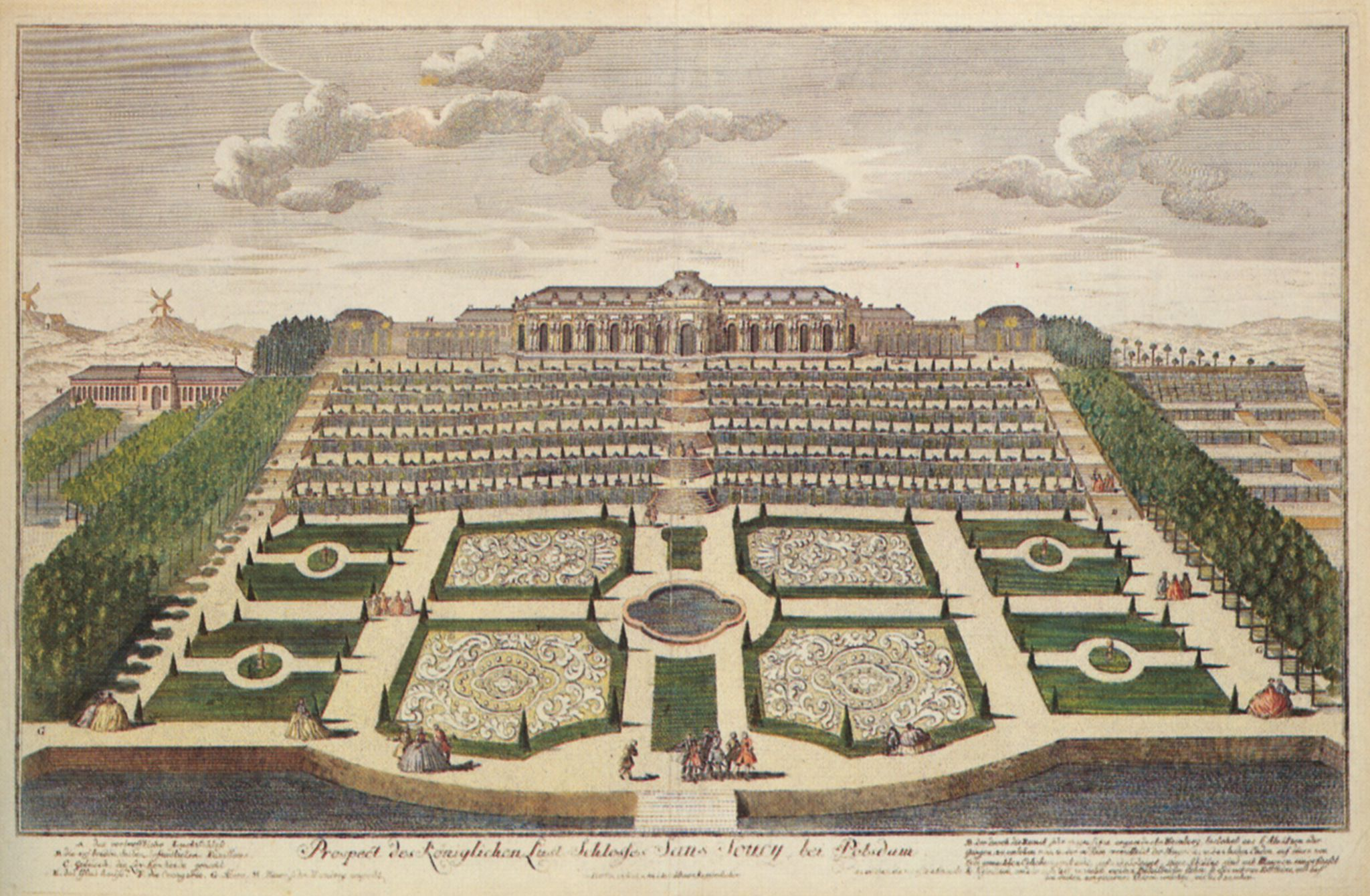
Ein Kupferstich von Johann David Schleuen aus der Zeit um 1760 zeigt die historisch ursprüngliche Mühle am Schloss Sanssouci

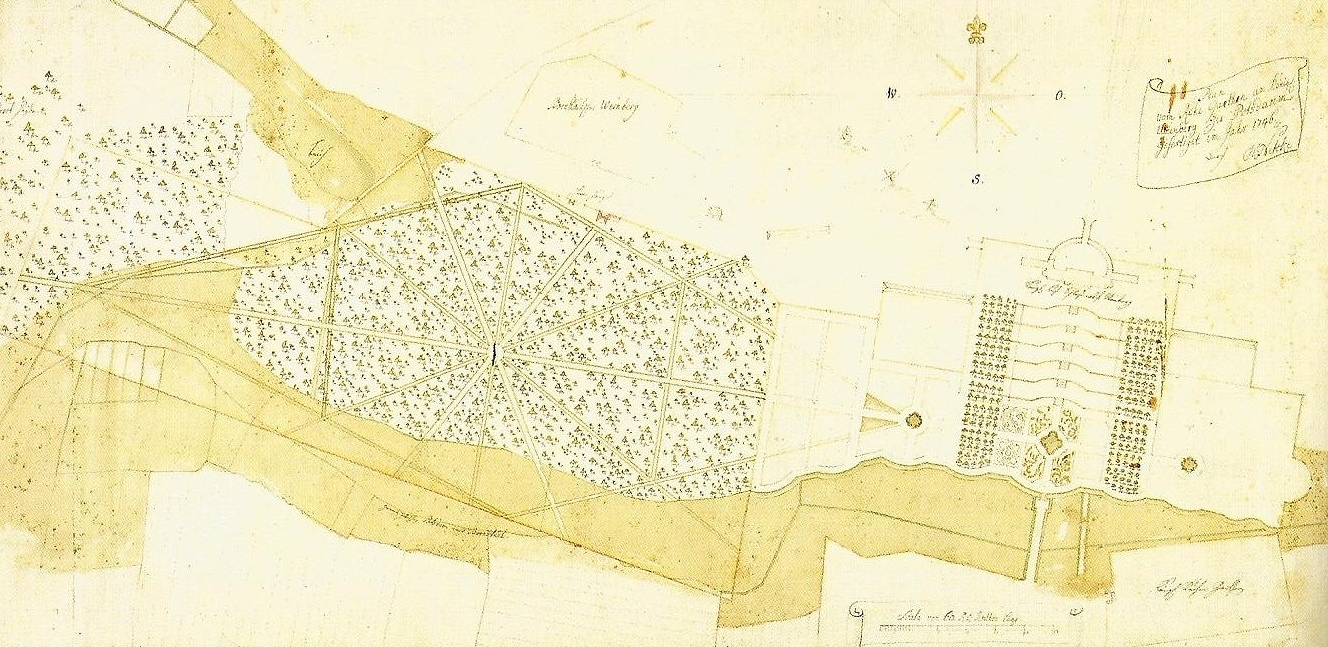
Plan von Sanssouci mit drei Mühlen auf der Westseite des Schlosses.
Christian Ludwig Netcke, 1746

### Bockwindmühle (Erste Mühle)
Anfang des 18. Jahrhunderts, in der Regierungszeit des Soldatenkönigs Friedrich Wilhelm I., entwickelte sich Potsdam zu einer Garnison- und Residenzstadt. Der damit verbundene Anstieg der Einwohnerzahl machte weitere Mühlen erforderlich, da die vorhandenen sieben Windmühlen für die Versorgung nicht mehr ausreichten. Die Bauten, die der König mit finanziellen Mitteln förderte, wurden später von den meisten Müllern erworben. 1736 erhielt Müller Johann Wilhelm Ludewig Grävenitz, auch Gräbenitz (* 1709), die Genehmigung zum Bau einer Bockwindmühle auf dem „Wüsten Berg“ des Bornstedter Höhenzugs. Die Kosten für das zwischen 1737 und 1739 errichtete Gebäude betrugen etwa 800 Taler, die jährliche Pacht 40 Taler. Die Pachteinnahmen gingen an das Potsdamer Domänenamt und flossen dann in die Staatskasse. Außerdem verlangte die 1722 gegründete Stiftung des Militärwaisenhauses als Grundeigentümer des zum Dorf und Krongut Bornstedt gehörenden Grundstücks eine Pacht, die Grävenitz nicht zahlen wollte. Die Streitigkeiten zogen sich über Jahre hin und endeten erst, als der Müller den Grundzins nicht mehr selbst aufbringen musste.
Im Jahr 1745 verfügte der seit 1740 regierende Friedrich II. den Bau des Sommerschlosses Sanssouci wenige Meter östlich der Mühle. Neben den Störungen des alltäglichen Mühlenbetriebs durch die Baumaßnahmen befürchtete der Müller Beeinträchtigungen in der Windzufuhr und beklagte sich darüber bereits in der Bauphase beim König. Dieser beauftragte die Kriegs- und Domänenkammer mit der Überprüfung der Angelegenheit und schrieb: „[…]  welchergestalt der Wind Müller Johann Wilhelm Graebenitz zu Potsdam sich beklaget, dass seine Wind Mühle, nachdem unser dortiges Lustschloss gantz nahe an derselben erbauet, der Weinberg mit hohen Mauern umgeben und hohe Bäume gepflanzet worden, aus Mangel des Windes stille gehen müsste, gleichwohl aber die jährliche Pacht von ihm […]“ entrichtet werden müsse. Diese Auseinandersetzung führte später zur Legendenbildung. 1749 erhielt Grävenitz die Genehmigung zum Bau einer weiteren Mühle auf der Ostseite des Schlosses, die jedoch kurz nach der Fertigstellung abbrannte. Daraufhin bekam er vom König 400 Taler für den Bau einer neuen Mühle auf den „Milchow-Wiesen“ nördlich des heutigen Potsdamer Hauptbahnhofs und verkaufte 1753 die Bockwindmühle am Schloss für 800 Taler an den Müller Kalatz, der sich jedoch bald verschuldete.
In der damals ländlich geprägten Umgebung um Schloss Sanssouci sah Friedrich II. die Mühlen als lebendige Wahrzeichen der Landschaft. Schon vor dem Bau des Sommerschlosses standen westlich des Baugrundstücks drei Mühlen, zu denen er 1744 zwei weitere auf dem Gallberg, heute Mühlenberg, östlich des Schlosses genehmigte. Auch untersagte Friedrich II. 1746 die Verlegung der nahe am Weinberg gelegenen Bockwindmühle, da sie dem Schlosse zur Zierde gereiche. 1750 kamen nordöstlich des Mühlenbergs zwei weitere Bockwindmühlen hinzu. Von 1736 bis 1786 erhöhte sich die Zahl der Potsdamer Windmühlen von 7 auf 26.
Ab 1764 übernahm Carl Friedrich Vogel (1736–1802) den Mühlenbetrieb und beklagte sich ebenso wie Grävenitz über die unzureichende Windzufuhr, die durch die Lage des Schlosses entstanden sei. Als auch ihm die jährliche Pacht erlassen wurde, übergab er die Bewirtschaftung für jährlich 45 Taler an den Müller Hering, was ihm einen weiteren Gewinn einbrachte. Nach dem Tod Friedrichs II. 1786 übernahm er die inzwischen baufällige Mühle wieder selbst.

### Holländerwindmühle (Zweite Mühle)
Der seit 1786 regierende Friedrich Wilhelm II. ließ die alte Bockwindmühle abreißen und zwischen 1787 und 1791 eine Galeriewindmühle nach holländischem Vorbild errichten. Den Auftrag für den auf 3000 Taler veranschlagten Neubau erhielt der aus einer holländischen Familie stammende Hofzimmermeister Cornelius Wilhelm van den Bosch, auch van der Bosch (1736–1789). Als van den Bosch erkrankte und 1789 an Wassersucht starb, übernahm sein Sohn Christian Ludwig (1772–1839) die Arbeiten. Nach einem Aufsatz des Juristen und Stadthistorikers Julius Wilhelm Haeckel (1866–1940) sollen die gesamten Baukosten letztendlich 24.344 Taler betragen haben. Am 1. Januar 1791 nahm Vogel die neue Mühle in Betrieb und klagte beim König erneut, man möge ihm wegen der Beeinträchtigung den Pachtzins erlassen. Daraufhin wurde er auf den Rechtsweg verwiesen, den er aber nicht beschritt. Als Vogel 1802 starb, bewirtschaftete dessen Witwe die Mühle zunächst weiter. Seit 1821 stand sie zum Verkauf und wurde 1825 auch Friedrich Wilhelm III. angeboten, der jedoch kein Interesse zeigte. Die Pachteinnahmen gingen an die Kronfideikommisskasse.

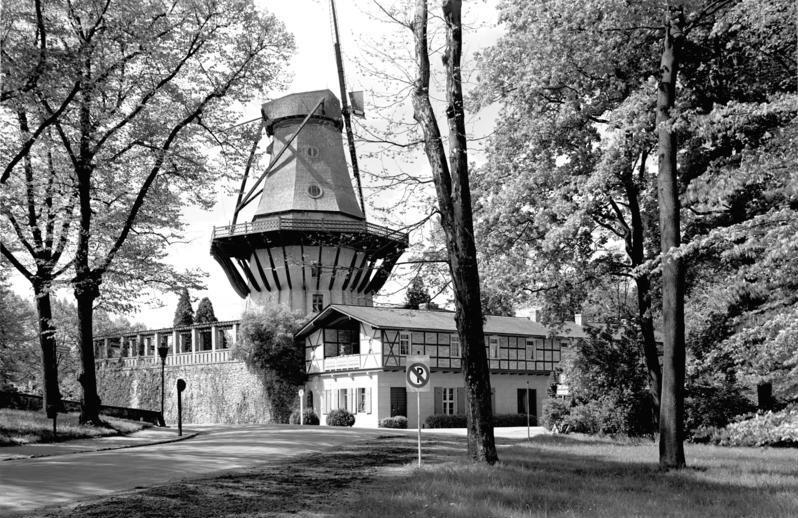
Die Mühle und das Schweizerhaus, vor 1945

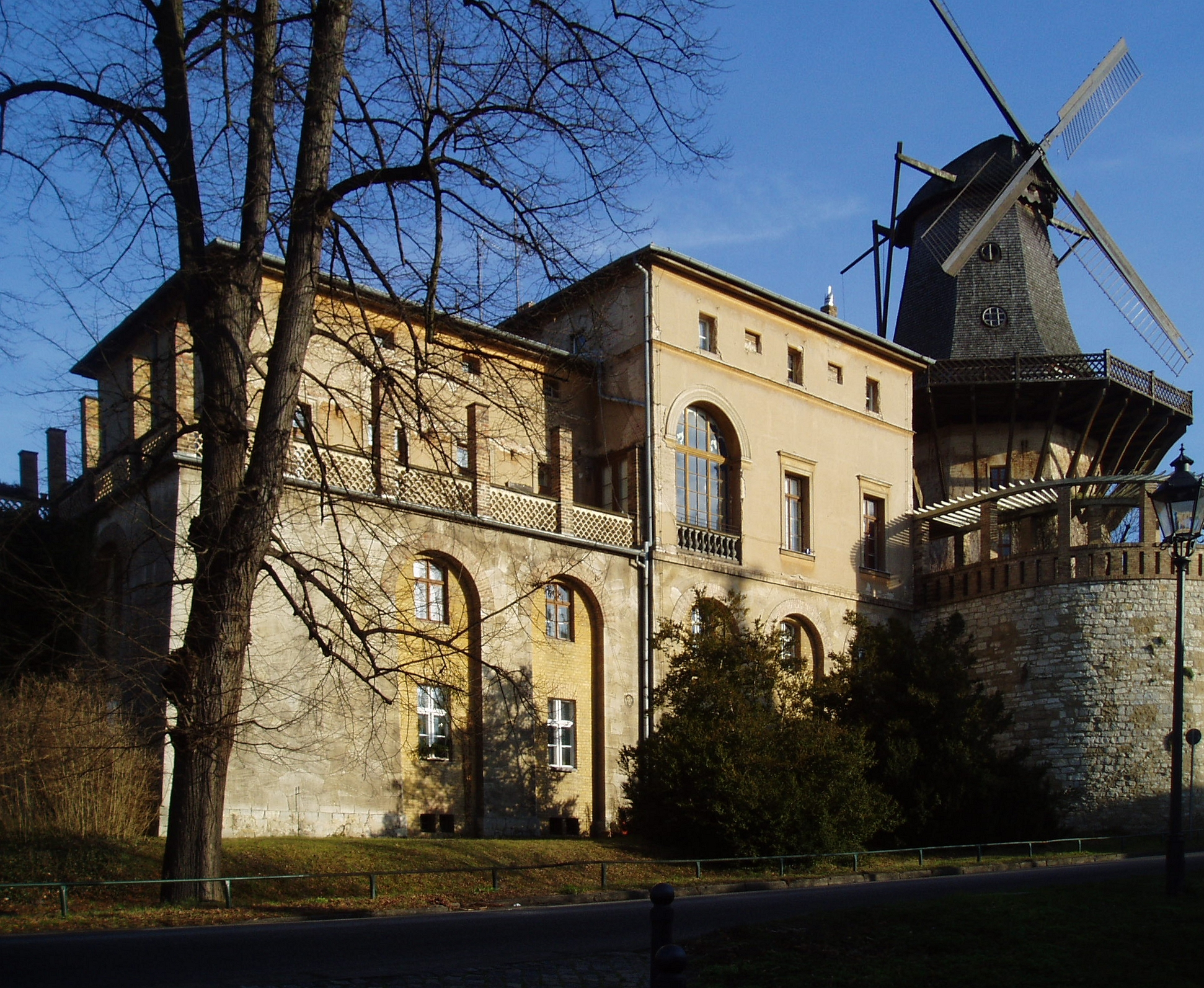
Mühlenhaus, Südseite

Nach dem Regierungsantritt Friedrich Wilhelms IV. 1840 verschönerte der Landschaftsarchitekt Peter Joseph Lenné die Umgebung der Mühle. Die landschaftliche Gestaltung stand im Zusammenhang mit einer vom König geplanten, aber nur in Teilen realisierten Triumphstraße zum Andenken an Friedrich II. Ausgehend vom Triumphtor, östlich des Parks Sanssouci, bis zum Belvedere auf dem Klausberg, nordwestlich der Parkanlage, sollte die Mühle in das Höhenstraßenprojekt mit eingebunden werden. 1841 erwarb Friedrich Wilhelm IV. das Mühlengebäude über die Preußische Seehandlung, überantwortete sie dem Kronfideikommissfonds und wandelte das Pachtverhältnis in ein mittelalterliches Lehnsverhältnis um. Der seinerzeitige Müller Gottlieb Walsleben hatte nun eine jährliche Abgabe von 200 Talern zu leisten. Als er die Zahlung schuldig blieb, kündigte ihm Friedrich Wilhelm IV. zum 1. April 1843, woraufhin Walsleben nachts heimlich die arbeitende Mühle [verließ], ohne sie abzustellen. Die Nachfolger, Carl August Meyer und der Müller Pahle, oder Pohl, standen ebenfalls in dem Lehnsverhältnis, und auch sie überhäuften den König mit Klagen.
Da Friedrich Wilhelm IV. Schloss Sanssouci als Wohnsitz nutzte, mussten für die Hofhaltung weiterer Wohnraum und Stallungen geschaffen werden. Ein auf der Nordseite, am Fuß der Mühle stehendes Stallgebäude wurde wahrscheinlich in den Jahren 1839 bis 1842 nach dem Entwurf von Ludwig Persius aufgestockt. Das Erdgeschoss des sogenannten Schweizerhauses diente als Pferdestall, und im überkragenden Dachgeschoss aus Fachwerk, das an der Giebelseite mit Holzschnitzereien verziert war, entstanden kleine Wohnräume für die Dienerschaft. In direktem Bezug zur Mühle stand auch das vom Müller bewohnte Mühlenhaus, auch Müllerhaus, auf der Westseite. Nach einem 1841 von Persius gefertigten Entwurf führte Ludwig Ferdinand Hesse 1847/48 den Umbau des Gebäudes zu einer gestaffelten Baugruppe aus. Anschließend bewohnte es der Minister des königlichen Hauses Anton zu Stolberg-Wernigerode.
Als Prinz Wilhelm, der spätere Wilhelm I., 1858 die Regierungsgeschäfte seines Bruders übernahm, wurde der Mühlenbetrieb eingestellt und Bewerbungen von Müllern zur weiteren Bewirtschaftung abgelehnt. Ab 1861 konnte die Mühle als denkmalgeschütztes Museum besichtigt werden. Dort gab es neben anderem Inventar drei Mahlgänge mit Beutelzeug, Ausrückvorrichtungen, Waage mit Gewichten, Sackaufzug, Metzen und Schüttelsiebe. Am Ende des Zweiten Weltkriegs brannten das Mühlengebäude und das Schweizerhaus aus. Am 27. April 1945 wurde ein sowjetischer Panzer, der zwischen Mühle und Schloss stand, durch eine Panzerfaust getroffen. In den darauffolgenden Kampfhandlungen fing die Mühle Feuer, das auch auf das angrenzende Schweizerhaus übergriff. Von den zerstörten Bauten wurde nur die Mühle wieder errichtet.

### Wiederaufbau und Nutzung (Dritte Mühle)

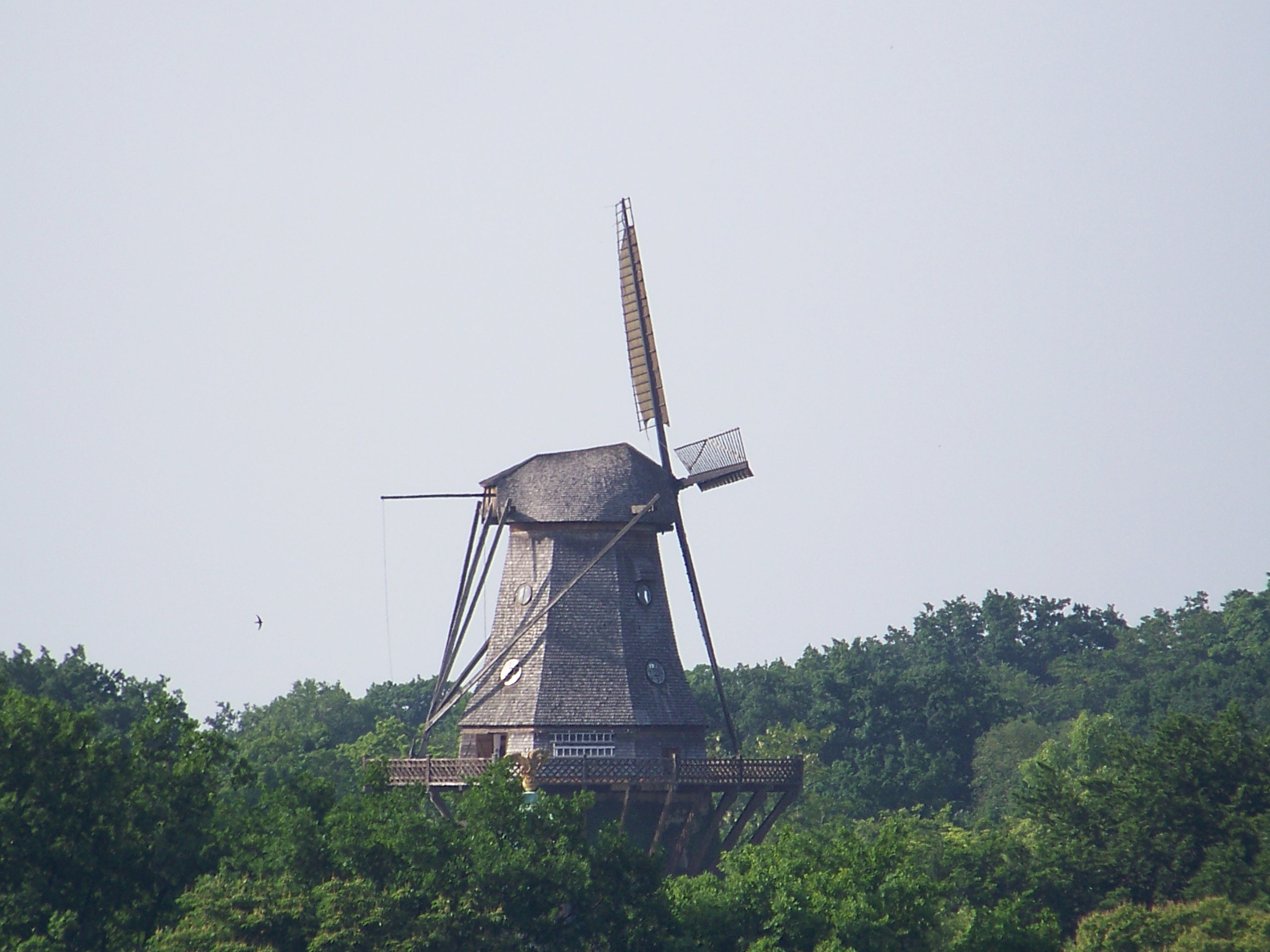
Blick von Süden auf die Historische Mühle

Zehn Jahre vor der 1000-Jahr-Feier der Stadt Potsdam 1993 begann die Handwerkskammer 1983 mit ersten Instandsetzungsarbeiten am steinernen Mühlensockel. In deren Auftrag setzte die „Produktionsgenossenschaft Bau“ 1988 die Arbeiten fort, musste sie jedoch 1990 aus finanziellen Gründen wieder einstellen. Nach der Wende konnte der Wiederaufbau mit Geldern des Landes Brandenburg, der Nordrhein-Westfalen-Stiftung und der damaligen Stiftung Preußische Schlösser und Gärten Potsdam-Sanssouci ab 1991 fortgeführt und im April 1993 im Außenbereich beendet werden.
Die heutige Galeriewindmühle ist ein Nachbau der 1787 bis 1791 erbauten Holländermühle. Da die Baupläne von Cornelius Wilhelm van den Bosch nicht mehr vorhanden waren, stützten sich die Architekten auf Fotos und ein Aufmaß des Mühlenstumpfs. Im Auftrag der Stiftung Preußische Schlösser und Gärten Berlin-Brandenburg wird sie seit 1995 von der 1990 gegründeten Mühlenvereinigung Berlin-Brandenburg e. V. als einnahmefinanziertes Museum betrieben. Über einem Museumsladen im Erdgeschoss wurde auf den drei nach oben folgenden Böden eine Dauerausstellung über Mühlen in Brandenburg und Berlin eingerichtet und auf dem Mahl- und Sichterboden im oberen Bereich wird im Museumsbetrieb Getreide zu Mehl verarbeitet. Die umlaufende Galerie im Außenbereich dient als Aussichtsplattform, die in 10,85 m Höhe liegt.

## Technische Daten und Betrieb
Die Mühle entspricht der holländischen Bauweise um 1800. Die hölzerne Mühlenkonstruktion – Achteckständer, drehbare Haube, Mühlenflügel und mühlentechnische Einbauten – ruht auf einem gemauerten Unterbau mit umlaufender Galerie. Durch den 13,41 m hohen Unterbau sowie den 12,37 m hohen Aufbau erreicht das Mühlengebäude eine Höhe von 25,78 m und bis zur Obergrenze des Flügels 35,45 m. Die bootsförmige Haube lagert auf einem eisernen Rollenkranz. Darunter verbirgt sich die 5,5 m lange Flügelwelle mit Kammrad, an der das Flügelkreuz mit seinen vier, je 12 m langen Segelgatterflügeln angebracht ist. Der umlaufende, von 32 Streben gestützte Galerieboden dient dem Müller als Arbeitsplattform. Von hier aus dreht er die Haube, beziehungsweise die Flügel, mit Hilfe einer Krühhaspel in den Wind. Sie bewegen sich gegen den Uhrzeigersinn und können eine Arbeitsdrehzahl von 15 Umdrehungen in der Minute sowie eine Umfangsgeschwindigkeit an den Flügelspitzen von 67,8 km/h erreichen. Über einen Balken, an dessen Ende eine Kette und ein Seil befestigt sind, kann das Flügelkreuz angehalten werden. Dieser sogenannte Wippstock ragt auf der Rückseite der Mühlenhaube heraus.
Die durch Windkraft angetriebenen Maschinen im Innern stammen zum Teil aus anderen alten Mühlen oder wurden nach Vorlagen neu angefertigt. Die Funktion der Einpassagen-Rückschüttmühle entspricht der Arbeitsweise einer kleinen Getreidemühle des ausgehenden 19. Jahrhunderts. Das angelieferte Getreide gelangt über eine Aufzugswinde zur Galerie und von dort zu den Mühlsteinen auf dem fünften Boden. Auf diesem Mahl- oder Steinboden werden die Körner zwischen dem unteren, feststehenden Bodenstein und dem sich darauf drehenden Läuferstein mit 120 Umdrehungen in der Minute zu Schrot zerkleinert oder zu Mehl gemahlen. Ein eckiges Gehäuse, der Bütte, umgibt die Mühlsteine, die einen Durchmesser von 1,35 m haben. Über den Ausräumer am äußeren Rand des Läufersteins wird das Mahlgut zu einer Öffnung am Büttenrand befördert, von wo es durch ein Holzrohr in den Sichter der Bauart „Ascania“ auf den darunter liegenden vierten Boden, den Sichter- oder Mehlboden, fällt. Im zweistufigen Sichter wird es gesiebt und nach Größe sortiert, sodass Mehl, Schrot und Grieß anfällt. Das feine Mehl gelangt über eine Mehlsammelschnecke zu einem Sackstutzen. Die groben Bestandteile werden über einen separaten Sackstutzen in Säcke gefüllt und kommen zur weiteren Verarbeitung mit einem Sackaufzug wieder auf den Mahl- oder Steinboden. Die ausgesiebten Mehle werden nun in der stehenden Mischmaschine, die über den vierten und fünften Boden reicht, von einer Mischschnecke gemischt. Anschließend wird das Mehl auf dem Sichterboden am Auslauftrichter in Säcke gefüllt. Zur Ausstattung gehört außerdem eine Getreidequetsche mit Flockenzylinder und ein Grützeschneider zur Herstellung von Backschrot.

## Legende
In der Wiedergabe des Historikers Franz Kugler von 1856 besagt die Legende, dass sich Friedrich II. an der Mühle störte, da er den Platz gern in seine Parkanlage mit einbezogen hätte. In anderen Erzählungen nahm der König Anstoß an dem Geklapper der Mühlenflügel. Als Friedrich II. den Müller zu sich kommen ließ, um ihm die Mühle abzukaufen, lehnte dieser alle Angebote ab. Daraufhin soll ihn der König ermahnt haben: Weiß Er wohl […] daß ich Ihm seine Mühle nehmen kann, ohne einen Groschen dafür zu geben? Worauf der Müller erwiderte: Ja, Ew. Majestät […] wenn das Kammergericht in Berlin nicht wäre!
Die Legende hat ihren Ursprung in einem jahrelangen Gerichtsstreit um Wasserrechte, der sich seit 1770 zwischen dem Müller Christian Arnold in Pommerzig, Neumark und seinem Erbzinsherrn Graf von Schmettau zutrug – der „Müller-Arnold-Prozess“. Nachdem der Müller bereits zweimal für schuldig befunden worden war, wandte er sich 1775 an Friedrich II., der sich in das Verfahren zugunsten des Müllers einmischte. Dieser Prozess und die Geschichte des Sanssouci-Müllers Grävenitz wurden in der Legende miteinander verwoben und sollten die Gerechtigkeit des Königs gegenüber allen seinen Untertanen, ohne Ansehen der Person, zeigen. Der Neffe und Nachfolger Friedrichs II., Friedrich Wilhelm II., rollte den Fall wieder auf. Er verfügte 1786 in einer Kabinettsorder, dass […] die Verfügungen des verstorbenen Königs […] als Folgen eines Irrtums anzusehen [seien], wozu der „[…] ruhmwürdige Justizeifer Unseres in Gott ruhenden Onkels Majestät durch unvollständige, der wahren Lage der Sache nicht angemessene Berichte übel unterrichteter und präoccupierter [voreingenommener] Personen verleitet [wurde]“.
Nach dem Tod Friedrichs II. wurde die Legende erstmals in der 1787 in Frankreich erschienenen Publikation „Vie de Frederic II, Roi de Prusse“ (Das Leben Friedrichs II., König von Preußen) von Jean-Charles Laveaux (1749–1827) erwähnt. Darin formuliert er die Drohung des Müllers mit den Worten: Oui, […] n’était la chambre de justice de Berlin (Ja, […] wenn wir nicht das Kammergericht in Berlin hätten). Anschließend folgten sowohl in Frankreich als auch in Deutschland unterschiedliche Versionen dieser Legende. Unter anderem erschien 1788 eine verkürzte Fassung in dem Werk „Ueber Friedrich den Großen und meine Unterredungen mit Ihm kurz vor seinem Tode“ des Arztes Johann Georg Zimmermann und 1797 die in Versform geschriebene Anekdote „Le Meunier de Sans-Souci“ des Juristen und Dramaturgen François Andrieux. Die darin vom Müller gegebene Antwort: Oui! si nous n’avions pas des juges à Berlin (Ja! Wenn wir nicht Richter in Berlin hätten), wurde zum geflügelten Wort Il y a des juges à Berlin (Es gibt [noch] Richter in Berlin). 1798 folgte das Lustspiel „Le moulin de Sans-Souci“ des französischen Dramatikers und Librettisten Michel Dieulafoy (1762–1823). In Deutschland nahm Johann Peter Hebel die Legende 1811 in seinem „Schatzkästlein des Rheinischen Hausfreundes“ auf und gab sie in veränderter Form unter dem Titel „König Friedrich und sein Nachbar“ wieder. „Der Müller von Sanssouci“ findet sich bis in die heutige Zeit in verschiedener Literatur, wurde verfilmt und als Theaterstück aufgeführt, wie die komische Oper von Karl Goepfart (1907) und das Lustspiel von Peter Hacks (1958).

## Trivia
Ein Nachbau der Mühle steht im Internationalen Mühlen-Museum in Gifhorn.